# Assemblée provinciale de l’Ituri
Bureau définitif
Bunia
L’Assemblée provinciale de l’Ituri est l’organe législatif de la province de l’Ituri, située dans l’est de la République démocratique du Congo. Créée dans le cadre de la décentralisation instaurée par la Constitution de 2006, elle joue un rôle clé dans la gouvernance provinciale, notamment dans l’adoption des lois provinciales, le contrôle de l’exécutif et la représentation des citoyens.

## Historique
L’assemblée provinciale de l’Ituri a été instituée à la suite de la réforme administrative qui a découpé l'ancienne province Orientale en quatre nouvelles provinces en 2015, conformément à la Constitution de 2006 et à la loi de décentralisation. Cette réforme visait à rapprocher les institutions des populations locales pour améliorer la gouvernance et le développement.
Le processus de mise en place a été marqué par des défis liés à l’instabilité sécuritaire dans certaines zones de la province, notamment en raison de conflits armés. Malgré ces obstacles, l’Assemblée a débuté ses travaux en 2016.

### Siège
Le siège de l’assemblée provinciale de l’Ituri est situé à Bunia, chef-lieu de la province. Le bâtiment qui l’abrite a été construit dans le cadre d’un programme gouvernemental visant à renforcer les institutions provinciales.

## Corps et structure
L’assemblée provinciale de l’Ituri est structurée pour permettre une représentation équilibrée des différentes communautés et un fonctionnement efficace.

### Membres
Elle est composée de 48 députés provinciaux, élus lors des élections provinciales pour un mandat de cinq ans. Ces députés sont choisis sur la base d’un système proportionnel, assurant la représentativité des diverses circonscriptions électorales de la province,,,,,.

### Bureau de l'assemblée
Le Bureau de l’assemblée provinciale est l’organe dirigeant de l’institution. Il est constitué de :
- Un président[10],[11],[12],
- Un vice-président[13],
- Un rapporteur,
- Un rapporteur adjoint,
- Un questeur.

Ce bureau supervise les travaux parlementaires et coordonne les activités de l’Assemblée.

### Commissions permanentes
L’assemblée provinciale s’appuie sur des commissions permanentes pour mener des études approfondies et préparer des recommandations sur des questions spécifiques,. Les principales commissions incluent :
- La Commission des finances et du développement économique,
- La Commission des infrastructures, du logement et des ressources naturelles,
- La Commission de la santé, de l’éducation et des affaires sociales,
- La Commission de la sécurité et de la justice.

## Rôles et missions
L’assemblée provinciale de l’Ituri exerce trois rôles principaux :
- Rôle législatif : Elle adopte des édits provinciaux (lois locales) nécessaires au développement de la province[16],[17],[18].
- Rôle de contrôle : Elle surveille et évalue les actions du gouverneur et de l’exécutif provincial, pouvant initier des motions de censure si nécessaire[19],[20].
- Rôle de représentation : Elle défend les intérêts des citoyens de l’Ituri au niveau local et national[21],[22].

En outre, elle joue un rôle important dans la gestion des ressources naturelles de la province, qui inclut des gisements d’or, du bois et d’autres richesses, tout en promouvant une utilisation durable et équitable.

## Défis et enjeux
L’assemblée provinciale de l’Ituri fait face à plusieurs défis, notamment :
- Incertitude sécuritaire : L’Ituri est confrontée à des violences persistantes dues aux conflits armés et aux tensions communautaires, rendant difficile l’application des édits et le contrôle effectif du territoire[23],[24].
- Faible capacité institutionnelle : Le manque de ressources financières et logistiques limite l’efficacité de l’Assemblée.
- Gestion des ressources naturelles : Assurer une exploitation transparente et durable des ressources naturelles pour le développement de la province est un enjeu majeur.
- Cohésion sociale : Promouvoir la réconciliation entre les communautés est essentiel pour stabiliser la province[25],[26].

Malgré ces défis, l’Assemblée provinciale de l’Ituri demeure un pilier de la gouvernance provinciale et un acteur clé pour le développement de la région.